# Kater-Hiddigeigei-Brunnen

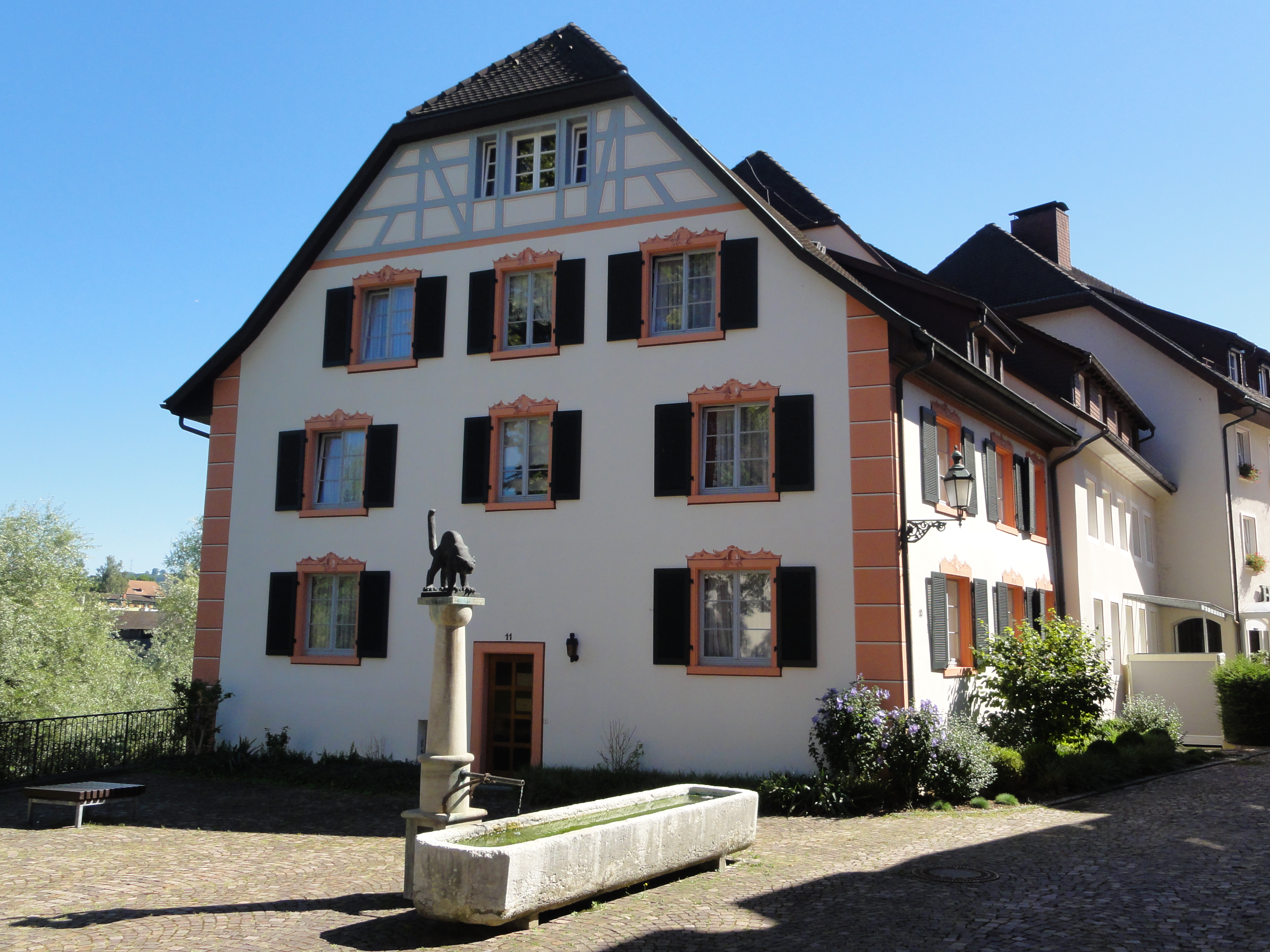
Der Kater-Hiddigeigei-Brunnen auf dem Rathausplatz in Bad Säckingen

Der Kater-Hiddigeigei-Brunnen ist der Brunnen auf dem Rathausplatz in Bad Säckingen, einer Kurstadt im Landkreis Waldshut in Baden-Württemberg. Gestaltet hat ihn im Jahr 1978 der Bildhauer Alfred Sachs (1907–1990) nach der „epischen Charakterkatze“ in Joseph Victor von Scheffels Versepos Der Trompeter von Säckingen.